# العلاقات الإماراتية البلجيكية
العلاقات الإماراتية البلجيكية هي العلاقات الثنائية التي تجمع بين الإمارات العربية المتحدة وبلجيكا.

## مقارنة بين البلدين
هذه مقارنة عامة ومرجعية للدولتين:
| وجه المقارنة                                              | الإمارات العربية المتحدة | بلجيكا                                                                              |
| --------------------------------------------------------- | ------------------------ | ----------------------------------------------------------------------------------- |
| المساحة (كم2)                                             | 83.60 ألف                | 30.53 ألف                                                                           |
| عدد السكان (نسمة)                                         | 9.40 مليون               | 11.37 مليون                                                                         |
| الكثافة السكانية (ن./كم²)                                 | 112.44                   | 372.42                                                                              |
| العاصمة                                                   | أبو ظبي                  | بروكسل                                                                              |
| اللغة الرسمية                                             | اللغة العربية            | اللغة الهولندية، لغة فرنسية، اللغة الألمانية                                        |
| العملة                                                    | درهم إماراتي             | يورو، فرنك بلجيكي                                                                   |
| الناتج المحلي الإجمالي (بليون دولار)                      | 382.58 مليار             | 492.68 مليار                                                                        |
| الناتج المحلي الإجمالي (تعادل القوة الشرائية) بليون دولار | 640.72 مليار             | 514.74 مليار                                                                        |
| الناتج المحلي الإجمالي الاسمي للفرد دولار أمريكي          | 40.44 ألف                | 40.32 ألف                                                                           |
| الناتج المحلي الإجمالي للفرد دولار أمريكي                 | 67.67 ألف                | 43.44 ألف                                                                           |
| مؤشر التنمية البشرية                                      | 0.835                    | 0.890                                                                               |
| رمز المكالمات الدولي                                      | +971                     | +32                                                                                 |
| رمز الإنترنت                                              | .ae، .امارات             | .be                                                                                 |
| المنطقة الزمنية                                           | ت ع م+04:00              | توقيت وسط أوروبا، ت ع م+01:00، ت ع م+02:00، توقيت وسط أوروبا الصيفي، أوروبا/بروكسل ‏ |

## منظمات دولية مشتركة
يشترك البلدان في عضوية مجموعة من المنظمات الدولية، منها:
| علم المنظمة | اسم المنظمة                               | تاريخ انضمام الإمارات العربية المتحدة | تاريخ انضمام بلجيكا |
| ----------- | ----------------------------------------- | ------------------------------------- | ------------------- |
|             | الاتحاد البريدي العالمي                   | ?                                     | ?                   |
|             | مؤسسة التنمية الدولية                     | 23 ديسمبر 1981                        | 2 يوليو 1964        |
|             | منظمة حظر الأسلحة الكيميائية              | ?                                     | ?                   |
|             | منظمة التجارة العالمية                    | ?                                     | ?                   |
|             | الأمم المتحدة                             | 9 ديسمبر 1971                         | 27 ديسمبر 1945      |
|             | وكالة ضمان الاستثمار متعدد الأطراف        | 20 أكتوبر 1993                        | 18 سبتمبر 1992      |
|             | منظمة الشرطة الجنائية الدولية             | ?                                     | ?                   |
|             | مؤسسة التمويل الدولية                     | 30 سبتمبر 1977                        | 27 ديسمبر 1956      |
|             | المنظمة الهيدروغرافية الدولية             | ?                                     | ?                   |
|             | الاتحاد الدولي للاتصالات                  | 27 يونيو 1972                         | 1866                |
|             | البنك الدولي للإنشاء والتعمير             | 22 سبتمبر 1972                        | 27 ديسمبر 1945      |
|             | البنك الإفريقي للتنمية                    | ?                                     | ?                   |
|             | الفريق المعني برصد الأرض                  | ?                                     | ?                   |
|             | المركز الدولي لتسوية المنازعات الاستشارية | 22 يناير 1982                         | 26 سبتمبر 1970      |
|             | يونسكو                                    | 20 أبريل 1972                         | 29 نوفمبر 1946      |

## وصلات خارجية
- موقع وزارة الخارجية الإماراتية
- موقع وزارة الخارجية البلجيكية